# Мітчелл-Гайтс (Західна Вірджинія)
Мітчелл-Гайтс (англ. Mitchell Heights) — місто (англ. town) в США, в окрузі Лоґан штату Західна Вірджинія. Населення — 314 особи (2020).

## Географія
Мітчелл-Гайтс розташований за координатами 37°54′31″ пн. ш. 81°59′12″ зх. д. / 37.90861° пн. ш. 81.98667° зх. д. (37.908697, -81.986598).  За даними Бюро перепису населення США в 2010 році місто мало площу 0,87 км², уся площа — суходіл.

## Демографія
Згідно з переписом 2010 року, у місті мешкали 323 особи в 143 домогосподарствах у складі 101 родини. Густота населення становила 371 особа/км².  Було 154 помешкання (177/км²).
Расовий склад населення:
| - 97,8 % — білих - 1,5 % — азіатів - 0,3 % — чорних або афроамериканців |

До двох чи більше рас належало 0,3 %. Частка іспаномовних становила 0,3 % від усіх жителів.
За віковим діапазоном населення розподілялося таким чином: 14,9 % — особи молодші 18 років, 56,6 % — особи у віці 18—64 років, 28,5 % — особи у віці 65 років та старші. Медіана віку мешканця становила 50,2 року. На 100 осіб жіночої статі у місті припадало 80,4 чоловіків;  на 100 жінок у віці від 18 років та старших — 79,7 чоловіків також старших 18 років.
Середній дохід на одне домашнє господарство  становив 91 466 доларів США (медіана — 64 583), а середній дохід на одну сім'ю — 105 920 доларів (медіана — 74 500). Медіана доходів становила 62 292 долари для чоловіків та 46 250 доларів для жінок. За межею бідності перебувало 4,5 % осіб, у тому числі 1,3 % дітей у віці до 18 років та 1,8 % осіб у віці 65 років та старших.
Цивільне працевлаштоване населення становило 151 осіб. Основні галузі зайнятості: освіта, охорона здоров'я та соціальна допомога — 32,5 %, сільське господарство, лісництво, риболовля — 15,9 %, роздрібна торгівля — 11,3 %, публічна адміністрація — 7,3 %.